# Запис Михајловића крушка (Бистрица)
Запис Михајловића крушка (Бистрица) се налази на парцели чији је власник Михајловић Душан.

## Локација
| Општина             | Петровац на Млави                                                |
| Катастарска општина | Бистрица                                                         |
| Потес               | Пландиште                                                        |
| Координате          | 44° 20′ 19″ С; 21° 29′ 30″ И / 44.3386° С; 21.491800000000001° И |
| Надморска висина    | 176m                                                             |

## Карактеристике
Дендрометријске вредности утврђене на терену и сателитским снимцима:
| Стабло                     | Крушка |
| Висина стабла              | m      |
| Обим дебла                 | m      |
| Пречник крошње             | 9m     |
| Пречник дебла              | m      |
| Висина дебла до прве гране | m      |

## База записа
Запис је у оквиру Викимедија пројекта "Запис - Свето дрво" заведен под редним бројем 0563.